# 쏘우 4
《쏘우 4》(Saw IV)는 대런 린 보우즈만 감독의 미국의 공포 영화이자 2006년의 쏘우 3의 미드퀄(midquel)이다.

## 출연
- 토빈 벨 (Tobin Bell) - 직쏘
- 쇼니 스미스 (Shawnee Smith) - 아만다
- 코스타스 맨다이어 (Costas Mandylor) - 호프만
- 스콧 패터슨 (Scott Patterson) - 스트리움
- 리리크 벤트 (Lyriq Bent) - 릭
- 벳시 러셀 (Betsy Russell) - 질
- 아테나 카르카니스 (Athena Karkanis) - 페레스 요원
- 저스틴 루이스 (Justin Louis) - 아트

## 트랩
- 나이프 체어(The Knife Chair Trap)
  - 직쏘가 최초로 사용한 트랩. 얼굴로 칼날을 밀어내야 탈출할 수 있다.
- 모살리움 트랩(The Mausoleum Trap)
  - 두 사람이 쇠사슬에 묶여 있는데, 한 명은 눈이 꿰매져 있고, 다른 한 명은 입이 꿰매져 있다. 시간이 지나면 쇠사슬이 기계에 감겨 죽게 된다.
- 머리카락 트랩(The Hair Trap)
  - 희생자의 머리카락이 장치에 묶여 있어 시간이 지나면 머리 가죽이 뜯겨져 죽는다. 혼자서는 탈출 불가한 트랩이다.
- 침대 트랩(The Bedroom Trap)
  - 희생자의 사지가 장치에 묶여 있어 시간이 지나면 사지가 찢어져 죽는다. 살기 위해선 버튼을 눌러 자신의 두 눈을 찔러야 한다.
- 꼬챙이 트랩(The Spike Trap)
  - 두 사람이 등을 지고 선 채로 몸이 여러개의 꼬챙이에 꿰어져 있는데, 한 명은 꼬챙이가 급소 부위에 꿰어져 있어 탈출이 불가능하다.
- 얼음 블록 트랩
  - 쏘우 4의 메인 트랩. 두 사람이 큰 얼음 위에 서 있는데, 한 쪽으로 얼음이 기울어지면 그 쪽 희생자는 목이 졸려 죽게 되고, 반대쪽으로 기울어지면 반대쪽 희생자는 감전되어 죽게 된다.또, 90분이 되기 전에 문이 열리면 얼음 위에 매달린 희생자의 머리가 박살나게 된다.